# Jose de Anchieta

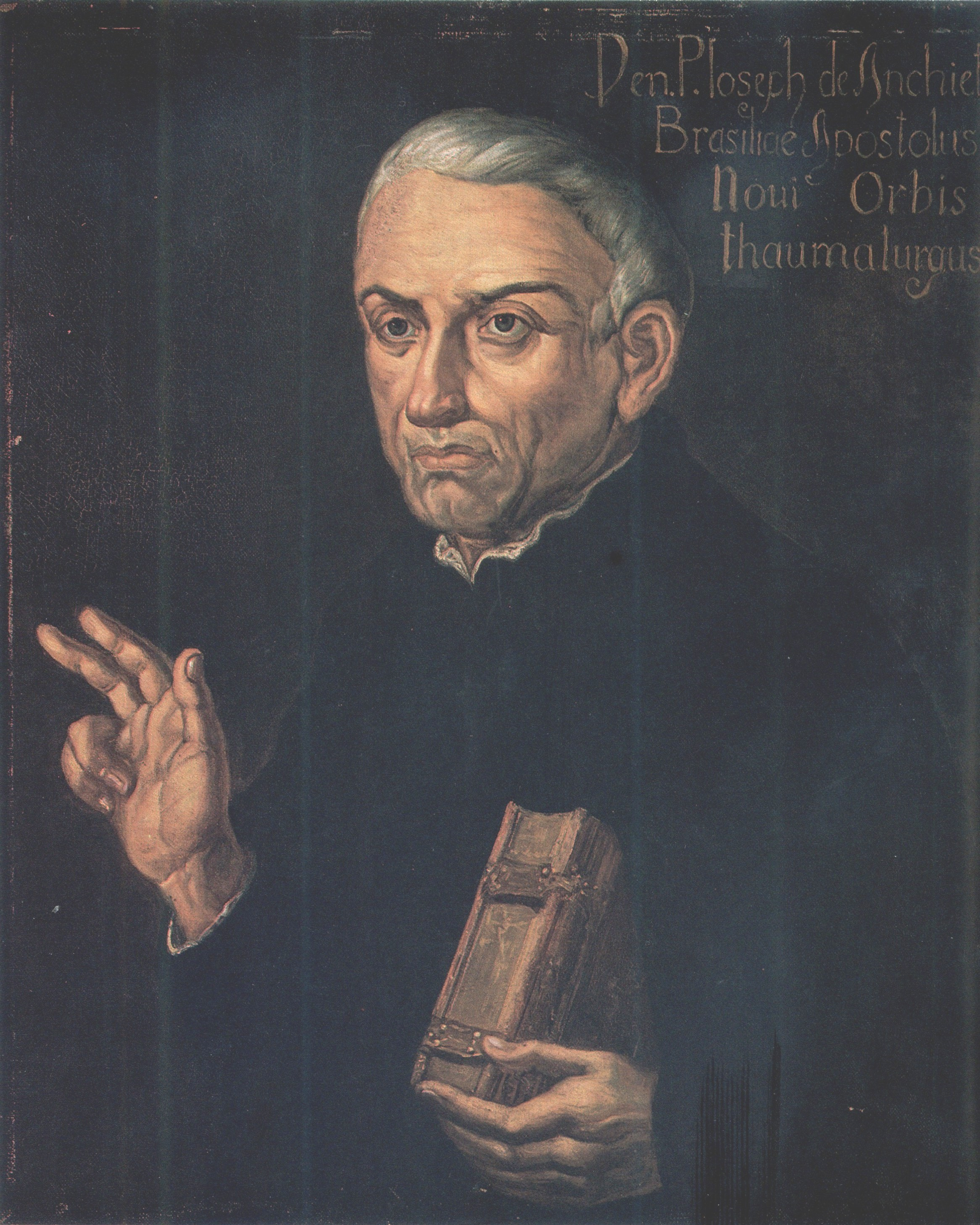
José de Anchieta

Jose de Anchieta, född 19 mars 1534, död 9 juni 1597, var en spansk krönikör, poet och dramatiker.
Jose de Anchieta föddes på San Cristóbal de La Laguna (Teneriffa) och kom till Brasilien 1553 där han levde fram till sin död. Hans Poesias översattes i samband med den av jesuiter grundade staden São Paulos 400-årsjubileum 1954. Som dramatiker tillskrivs Anchieta vanlige åtta så kallade "autos". Hans verk präglas av mystik och är skrivna på ett bibliskt och liturgiskt färgat språk. Han helgonförklarades den 3 april 2014 med påven Francisco. José de Anchieta är det andra infödda helgonet från Kanarieöarna efter Pedro de Betancur. Han betraktas också som Brasiliens tredje helgon.